# 프레더릭 폴
프레더릭 조지 폴 주니어(영어: Frederik George Pohl, Jr., 1919년 11월 26일 ~ 2013년 9월 2일)는 미국의 과학 소설 작가이자 편집자이다.